# Vania Larissa
Vania Larissa Tan (née le 18 novembre 1994) est une mannequin indonésienne qui a remporté le titre de Miss Indonésie 2013.
Elle est également chanteuse lyrique et a remporté le concours Indonesia's Got Talent en 2010.